# Sabahattin Özbek
 (signalé en mai 2025).
Si vous disposez d'ouvrages ou d'articles de référence ou si vous connaissez des sites web de qualité traitant du thème abordé ici, merci de compléter l'article en donnant les références utiles à sa vérifiabilité et en les liant à la section « Notes et références ».
- Archive Wikiwix
- Bing
- Cairn
- DuckDuckGo
- E. Universalis
- Gallica
- Google
- G. Books
- G. News
- G. Scholar
- Persée
- Qwant
- (zh) Baidu
- (ru) Yandex
- (wd) trouver des œuvres sur Wikidata

Ahmet Sabahattin Özbek né en 1915 à Erzincan (Empire Ottoman) et mort le 29 août 2001 à Ankara (Turquie) est un universitaire et homme politique turc.

## Biographie
Sabahattin Özbek est diplômé de la faculté de l'agriculture de l'université d'Ankara en 1937 et y devient professeur des universités en 1953. Doyen de la faculté d'agriculture de l'université d'Ankara (1955-1957 et 1965-1968), recteur de l'université Atatürk (1959-1960). Nommé sénateur par le président de la République Cevdet Sunay pour 6 ans (1972-1978), ministre de l'Éducation nationale (1972-1973), des Transports (1973-1974 et 1974-1975), de l'Intérieur (1977) et de l'Agriculture et des Forêts (1980-1983). 
Il est aussi député de Bursa (1983-1987).